# Quini
Quini, właśc. Enrique Castro González (ur. 23 września 1949 w Oviedo, zm. 27 lutego 2018 w Gijón) – hiszpański piłkarz, występował na pozycji napastnika.

## Życiorys
Quini swoją piłkarską karierę zaczynał w klubie El Sabio w wieku 19 lat, następnie przeniósł się po niepowodzeniach do klubu Bosco Ensidesa, gdzie także nie mógł znaleźć swojego miejsca w wyjściowej jedenastce pierwszego zespołu. Dopiero w 1968, kupił go Sporting Gijón, który wówczas występował w pierwszej lidze. W tym klubie rozwinął swoje umiejętności, i stał się szanowanym napastnikiem, dla którego żaden bramkarz nie stanowił przeszkody do zdobycia bramki.
Jego atutami były szybkość, mocny i celny strzał, dobra gra głową, a także świetna kontrola nad piłką, zarówno lewą jaki prawą nogą. W 1974 został królem strzelców Primera División, co spowodowało, że wielkie kluby zaczęły o niego się ubiegać. Jednym z nich była FC Barcelona, gdzie trafił mając już 30 lat. W klubie z Katalonii występował w pierwszym składzie przez 4 lata. 1 marca 1981 został porwany przez nieznanych sprawców. Po 3 tygodniach od tego zdarzenia, Quini został wypuszczony. Jego nieobecność wpłynęła na pogorszenie gry zespołu Barcelony, co w efekcie przyniosło porażkę w walce o mistrzostwo kraju.
Później piłkarz pomógł swojemu klubowi wygrać Copa del Rey, który od 13 lat był dla niego nieosiągalny. Do zasług Quiniego można doliczyć także zdobycie Pucharu Zdobywców Pucharów, które Barcelona zdobywała po raz pierwszy, pokonując w finale Standard Liège 2:1. Dwie bramki zdobył właśnie Quini.
W sezonie 1982/1983 Barcelona po raz drugi z rzędu nie zdobyła mistrzostwa Hiszpanii, pomimo że miała na koncie najwięcej strzelonych goli. Rok później Quini zdecydował się opuścić klub i przeniósł się do Sportingu Gijón, gdzie zakończył piłkarską karierę w 1987, następnie mianowany został sekretarzem klubu i tę funkcję pełnił do śmierci.
Zmarł na zawał serca.